# 2021년 일본의 텔레비전 드라마 목록
다음은 2021년에 일본의 텔레비전에서 방송 예정인 드라마 프로그램을 나열한 목록이다.

## 시기 미정
- 《48일후에 결혼합니다.》
- 《LOVE STAGE!!》
- 《STEINS;GATE》
- 《THE BAD LOSERS》(YouTube)
- 《Tokyo Vice》(WOWOW)
- 《금붕어 아내》(넷플릭스)
- 《멘탈 동정 로큰롤》
- 《살색의 감독 무라니시 시즌 2》(넷플릭스)
- 《세무 조사관·마도기와 타로의 사건부 스페셜 35》(BS-TBS)
- 《시그널 스페셜(가제)》(칸사이 TV)
- 《신문기자》(넷플릭스)
- 《신의 편애》(hulu)
- 《악마와 러브송》(hulu)
- 《엄마들의 원격 회의 살인사건》(AbemaTV)
- 《연금 하우스 를》(YouTube)
- 《요리사는 명탐정》(TV 도쿄)
- 《우즈카와촌 사건》(WOWOW)
- 《유유백서》(넷플릭스)
- 《인플루언스》(WOWOW)
- 《죽음과의 약속》(후지 TV)
- 《카케구루이 쌍》
- 《커피는 어떨까요》(TV 도쿄)
- 《쿠모키리 니자에몽 5》(NHK BS 프리미엄)
- 《키타카타 켄조 "수호전"》(WOWOW)
- 《힘내라! TEAM NACS》(WOWOW)

## 1분기
- 《3B의 연인》(아사히 방송)
- 《6 다다미의 피아노맨》(NHK)
- 《DOCTORS ~최강의 명의~ 2021 신춘 스페셜》(TV 아사히)
- 《FAKE MOTION~단 하나의 소원~》(닛폰 TV)
- 《FM999 999WOMEN'S SONGS》(WOWOW)
- 《FUN! FUN! FANTASTICS》(닛폰 TV)
- 《Knockin'on 레이센's SPEC Door》(Paravi)
- 《Re: 이름도없는 세계의 엔딩롤 Half a year later》(dTV)
- 《RISKY》(마이니치 방송)
- 《걷는 사람 특별편》(NHK 교육 텔레비전)
- 《경시청 강행범계·히구치 아키라》(TV 도쿄)
- 《경시청 도쿄만 경찰서 아즈미반》(TV 도쿄)
- 《경시청 제로계~생활 안전과 뭐든지 상담실~ 출장 수사 스페셜》(TV 도쿄)
- 《게이한 연선 이야기~고민가 민박 키즈나야에 오신 것을 환영합니다》(TV 오사카)
- 《게키카라도우》(TV 도쿄)
- 《교장 2》(후지 TV)
- 《교토인의 은밀한 즐거움 Blue 수업중 불타는 가을》(NHK BS 프리미엄)
- 《그대와 세상이 끝나는 날에》(닛폰 TV)
- 《그 여자, 스윙》(후지 TV)
- 《금색 바다》(NHK BS 프리미엄)
- 《기묘한 너의 이야기》(WOWOW)
- 《꿈 같은 사랑하고 싶은 여자들》(닛폰 TV)
- 《나오짱은 초등학교 3학년》(TV 도쿄)
- 《나일퍼치의 여자회》(BS TV 도쿄)
- 《누군가에게 말하고 싶어지는 야마모토 슈고로 일일 드라마》(NHK BS 프리미엄)
- 《니시오기쿠보 미츠보시 양주당》(마이니치 방송)
- 《도쿠가와☆이에야스》(칸사이 TV)
- 《당신의 곁에서 내일이 웃는》(NHK)
- 《데이트 사이트에서 70인이 실제로 만나 그 사람에게 맞을 것 같은 책을 추천 댔다 1년의 수》(WOWOW)
- 《도망치는 건 부끄럽지만 도움이 된다 힘내라 인류! 신춘 스페셜!》(TBS)
- 《도쿄 괴기 술》(TV 도쿄)
- 《도쿄 지검의 남자》(TV 아사히)
- 《드림 팀》(NHK)
- 《라이징 자쿠추~천재 흘리는 각성 미나리~》(NHK)
- 《레드 아이즈 감시수사반》(닛폰 TV)
- 《리카~리버스~》(토카이 TV)
- 《마이루 비치》(hulu)
- 《마츠오 스즈키와 30분의 여배우》(WOWOW)
- 《멋쟁이의 대답을 모르는》(닛폰 TV)
- 《모코미~그녀 좀 이상해 만~》(TV 아사히)
- 《무지개 카르테》(TV 아사히)
- 《문호 소년!~쟈니즈 Jr.에서 명작을 알겠지만~》(WOWOW)
- 《미야코가 교토에왔다.》(아사히 반송)
- 《미쳐가, 너에게.》(마이니치 방송)
- 《비밀의 아이짱》(FOD)
- 《바이플레이어즈~명조역의 숲의 100일간~》(TV 도쿄)
- 《별과 레몬의 방》(NHK)
- 《별빛의 왈츠》(NHK)
- 《별이되고 싶어 그대와》(TV 도쿄)
- 《분홍색 살구색 연분홍색》(아사히 방송)
- 《사도~2021년 겨울 도쿄의 하늘, 아래 약간 떨어져 정돈~》(TV 도쿄)
- 《사로가시》(후지 TV)
- 《성우 탐정》(TV 도쿄)
- 《세상을 바꾼 여자》(NHK 교육 텔레비전)
- 《스위트 리벤지》(FOD)
- 《신데렐라는 접속중!》(FOD)
- 《신의 카르테》(TV 도쿄)
- 《신춘 영역 드라마 "다녀합니다"》(토카이 TV)
- 《쓸 수 없다!?~극작가 요시마루 케이스케의 줄거리없는 생활~》(TV 아사히)
- 《아는 와이프》(후지 TV)
- 《아저씨와 고양이》(TV 도쿄)
- 《안의 서정 -사쿠라키 안, 하이쿠 시작했어요-》(WOWOW)
- 《앱에서 사랑하는 20의 조건》(닛폰 TV)
- 《어노니머스~경시청"손가락 살인"대책실~》(TV 도쿄)
- 《없을지도 모른다》(NHK)
- 《에도모아젤~레이와에 사랑, 하겠사와요.~ 》(요미우리 TV)
- 《에이전트 패밀리~우리 집의 특수 임무~》(칸사이 TV)
- 《여긴 지금부터 윤리입니다.》(NHK)
- 《역시 아까운 형사》(NHK BS 프리미엄)
- 《옛말 법정~'모모타로'재판~》(NHK 교육 텔레비전)
- 《오! 마이 보스! 사랑은 별책으로》(TBS)
- 《우리집 딸은, 남자친구가 할 수 없는!!》(닛폰 TV)
- 《우리집의 이야기》(TBS)
- 《유류 수사》(시즌 6)(TV 아사히)
- 《유성》(NHK BS 프리미엄)
- 《유씨의 아내》(NHK BS 프리미엄)
- 《유행 감기》(NHK BS4K)
- 《이상의 남자》(Paravi TV)
- 《인생 최고의 선물》(TV 도쿄)
- 《잘 먹었어요~장어편~》(NHK BS8K)
- 《절대 BL이되는 세상 vs 절대 BL되고 싶지 않아 남자》(CS TV 아사히 채널 1)
- 《제츠메시 로드 2021년 설날 스페셜》(TV 도쿄)
- 《주부 메종》(TELASA)
- 《차를 마시자!!》(Amazon)
- 《천국과 지옥~사이코 2인~》(TBS)
- 《청천을 찔러라》(NHK)
- 《추억은 방울방울》(NHK BS 프리미엄)
- 《취활생일기 제2탄》(NHK)
- 《컴퍼니》(NHK BS 프리미엄)
- 《키요시코》(NHK)
- 《톳카이~부실 채권 특별 회수부~》(WOWOW)
- 《파란색 SP-학교내 경찰·시마다 류헤이-》(칸사이 TV)
- 《페페론치노》(NHK BS 프리미엄)
- 《펜션 멧차》(WOWOW)
- 《포르노그래퍼~속·봄적인 생활~》(FOD)
- 《푸른 거짓말~고백의 방과후~》(TOKYO MX)
- 《푸른 뱀파이어의 고민》(TOKYO MX)
- 《하루카의 빛》(NHK E테레)
- 《하쿠타카 시라타카 아마토의 수사 파일》(TV 도쿄)
- 《호리미야》(마이니치 방송)

## 2분기
- 《DIVE!!》(TV 도쿄)
- 《강가에서》(NHK)
- 《걸 건 레이디》(마이니치 방송)
- 《경시청 수사1과장 season5》(TV 아사히)
- 《경시청 제로계~생활 안전과 뭐든지 상담실~ SEASON5》(TV 도쿄)
- 《고령의 꽃씨》(BS TV 도쿄)
- 《그가 나에게 사랑한 이유 SEASON2》(TOKYO MX)
- 《그때 키스 해두면》(TV 아사히)
- 《드래곤 사쿠라 2》(TBS)
- 《때려 사랑, 불꽃》(TV 아사히)
- 《내 남편은 냉동실에 잠자는》(TV 도쿄)
- 《러브 코미디의 계명~악화 여자와 연하 남자~》(TV 도쿄)
- 《리코카츠》(TBS)
- 《마메다 토와코와 세 전남편》(칸사이 TV)
- 《반경 5미터》(NHK)
- 《방황하는 칼날》(WOWOW)
- 《백만장 동심 2》(NHK BS 프리미엄)
- 《벚꽃의 탑》(TV 아사히)
- 《사랑은 Deep에!》 (닛폰 TV)
- 《삶거나 죽거나 아버지 라든지》(TV 도쿄)
- 《솔로 활동 여자의 추척》(TV 도쿄)
- 《어서와 모네》(NHK)
- 《연애 만화가》(후지 TV)
- 《울지마 연수의》(TV 아사히)
- 《유루캠△ 2》(TV 도쿄)
- 《이치 케이의 까마귀》(후지 TV)
- 《저쪽 끝》(WOWOW)
- 《정장 사랑에는 이유가있어》(TBS)
- 《지금 여기에 있는 위기와 나의 호감도에 대해》(NHK)
- 《척척!》(TV 아사히)
- 《청소의 나라》(NHK)
- 《최고의 아줌마 나카지마 하루코》(토카이 TV)
- 《커럴러블~젠더리스 남자에게 사랑받고 있습니다.~》(요미우리 TV)
- 《코키치의 아내 2》(NHK BS 프리미엄)
- 《코타로는 자취》(TV 아사히)
- 《콩트가 시작》(닛폰 TV)
- 《탐정☆호시카모》(닛폰 TV)
- 《특수9 season4》(TV 아사히)
- 《화려한 일족》(WOWOW)

## 3분기
- 《#가족 모집합니다》(TBS)
- 《8월 밤의 배팅 센터에서》(TV 도쿄)
- 《IP~사이버 수사대~》(TV 아사히)
- 《JAM -the drama-》(AbemaTV)
- 《TOKYO MER~달리지 않는 응급실~》(TBS)
- 《가녀린에 사랑을》(요미우리 TV)
- 《가루학. ~걸즈 가든~》(TV 도쿄)
- 《경시청 히키코모리계》(TV 아사히)
- 《고독한 미식가 Season9》(TV 도쿄)
- 《귀도 맞았 으면》(TV 도쿄)
- 《그녀는 예뻤어》(칸사이 TV)
- 《그래플러 바키은 BL이 아닐까 생각 계속 처녀의 기록》(WOWOW)
- 《극적으로 침묵》(TOKYO MX)
- 《기븐》(FOD)
- 《긴급 취조실(시즌4)》(TV 아사히)
- 《까만 백조의 호수》(WOWOW)
- 《나의 미루어는 왕자님》(후지 TV)
- 《남자 카피라이터, 육아 휴가를 취한다》(WOWOW)
- 《내세에서는 잘합니다 2》(TV 도쿄)
- 《단지 이혼 않은 것뿐》(TV 도쿄)
- 《당한 쪽의 비극》(마이니치 방송)
- 《더 하이 스쿨 히어로즈》(TV 아사히)
- 《도시의 톰&소여 우리의 요새]]》(AbemaTV)
- 《밀고은 노래 경시청 감사 파일》(WOWOW)
- 《바다와 하늘과 연꽃》(아사히 방송)
- 《박스 포장~투쟁! 파출소 여자~》(닛폰 TV)
- 《보이스 II~110 긴급 지령실~》(닛폰 TV)
- 《사도 2021》(TV 도쿄)
- 《사무라이 스턴트 오사카군!》(닛폰 TV)
- 《사신님》(hulu)
- 《상하관계》(LINE News "VISION")
- 《세상이 끝날 1분 전》(TikTok)
- 《술버릇 50》(AbemaTV)
- 《신데렐라 콤플렉스》(Paravi)
- 《야한 남자친구가 저를 매료 내기》(FOD)
- 《어쩔 수 없었다 말도 안돼입니다》(NHK)
- 《여자의 전쟁~배철러 살인사건~》(TV 도쿄)
- 《연기자》(WOWOW)
- 《올리버 개 (Gosh!)이 녀석》(NHK)
- 《우기원~친구 이상, 불륜 미만~》(TV 도쿄)
- 《인생 여러 가지》(TOKYO MX)
- 《재난 이야기》(아사히 방송)
- 《정의의 천칭》(NHK)
- 《준교수·타카츠키 아키라의 추측 Season 1》(토카이 TV)
- 《병원의 치료 방법~스페셜~》(TV 도쿄)
- 《저의 살의가 사랑하는 전》(hulu)
- 《저의 살의가 사랑했다》(닛폰 TV)
- 《집, 따라 가서 이이입니까?》(TV 도쿄)
- 《첫 연애까지 앞으로 1시간》(마이니치 방송)
- 《치정의 키스》(TV 아사히)
- 《칭찬 받고 싶은 나의 망상 밥》(BS TV 도쿄)
- 《코미 양은 커뮤증입니다》(NHK)
- 《코코로의 후후후》(WOD)
- 《특공병의 행복 식당》(NHK BS 프리미엄)
- 《표류자》(TV 아사히)
- 《프로미스 신데렐라》(TBS)
- 《하얀 탁류》(NHK BS 프리미엄)
- 《학생들이 인생을 바로 잡을 학교》(닛폰 TV)
- 《형사 7명 Season7》(TV 아사히)

## 4분기
- 《2월의 승자-절대합격의 교실-》(닛폰 TV)
- 《Scarlet Summer》(Amazon)
- 《근육맨 THE LOST LEGEND》(WOWOW)
- 《닥터 X~ 외과의·다이몬 미치코~(7)》(TV 아사히)
- 《닥터 Y~외과의·카지 히데키~(6)》(TV 아사히)
- 《나선의 미궁~DNA 과학수사~》(TV 도쿄)
- 《나의 올바른 오빠》(FOD)
- 《라디오숀 하우스 ~방사선과 진단 보고서~II》(후지 TV)
- 《맛있는 급식 season2》(가나가와 TV)
- 《사랑하는》(TBS)
- 《사랑합니다!~양키 군과 흰 지팡이 여자~》(닛폰 TV)
- 《사무라이 엄마》(닛폰 TV)
- 《이방인》(WOWOW)
- 《일본 침몰-희망의 사람-》(TBS)
- 《준교수·타카츠키 아키라의 추측 Season 2》(WOWOW)
- 《추신구라 랩소디 No.5 나카무라 나카조 출세 계단》(NHK BS 프리미엄)
- 《컴 컴 에브리바디》(NHK)
- 《혼인신고에 도장을 찍어뿐입니다》(TBS)

## 참고 자료
- ja:2021年のテレビドラマ (日本)

## 같이 보기
- 일본의 텔레비전 드라마 목록
- 2020년대 일본의 텔레비전 드라마 목록